# 나폴레옹 3세
나폴레옹 3세 또는 샤를 루이 나폴레옹 보나파르트(프랑스어: Charles Louis Napoléon Bonaparte, 1808년 4월 20일 ~ 1873년 1월 9일)는 프랑스 초대 대통령이자 프랑스 제2제국의 유일한 황제이다. 프랑스의 마지막 세습군주이기도 하며 나폴레옹 1세의 조카다. 1848년에 2월 혁명 이후 수립된 제2공화국에서 국민투표를 통해 대통령으로 선출되었다. 1851년에 친위 쿠데타를 일으켜서 독재에 가까운 강력한 권력을 가진 대통령이 되었으며 이듬해 국민투표를 통해 신임을 얻은후 1852년 12월에 제2제국을 선포하며 황제에 즉위했다.
제2제정의 전반기는 1852년부터 시작된 경제호황으로 인해 순조로웠으며 국내외 정책들도 대부분 좋은 성과를 거두었다. 나폴레옹 3세는 파리 도심을 정비하여 위생적이고 쾌적한 도시로 바꾸었는데 이를 통해 파리를 런던에 뒤지지 않는 도시로 만들어 수도로서 면모를 갖추도록 했다. 은행 제도를 현대화하고 철도 체계를 개선했으며 프랑스 해운업을 크게 성장시켰다. 10년간의 노력끝에 1869년 수에즈 운하 개통에도 성공했다.
농업 근대화 정책을 펼친 결과 프랑스는 주요 농산품 수출국으로 성장했다. 1860년 영국과 자유 무역 협정을 체결한 이후 다른 유럽 국가들과도 비슷한 협정을 체결했다. 1864년에는 프랑스 노동자들에게 협동조합을 개설할 권리와 파업권을 주는 등 사회적 개혁을 추구한 나폴레옹 3세는 여성의 교육권도 보장했으며 공공학교에서 필수과목도 제정했다.
해외 정책에서도 상당한 성과를 거둠으로써 유럽과 세계 곳곳에 프랑스의 영향권을 재정립하기 위해 노력했다. 민족주의와 공공 주권을 지지했으며 영국과 연합해 크림 전쟁(1853~56)에서 러시아 제국을 패배시켰다. 이탈리아 통일을 지지했으며 이 결과로 사보이와 니스를 획득했다. 이탈리아의 교황청 합병에는 반대했다.
제정 후반기(1860~70)는 경제불황과 외교정책 실패로 힘든 시기가 이어졌다. 1861년 채무상환 요구를 명분으로 멕시코 원정을 실시하였으나 큰 소득없이 1867년 철수하였고 이로 인해 프랑스 군에 큰 전력손실이 발생했다. 1866년부터는 신흥 강대국으로 부상한 프로이센과 갈등 관계에 놓였다. 1870년 7월에 프로이센과 보불전쟁이 발발했는데, 같은해 9월 스당 전투에서 대패하며 포로로 잡혔다. 패전소식이 파리에 전해진 직후 공화주의자들에 의해 폐위 당했으며 영국으로 망명했다가 1873년 사망했다.

## 어린시절

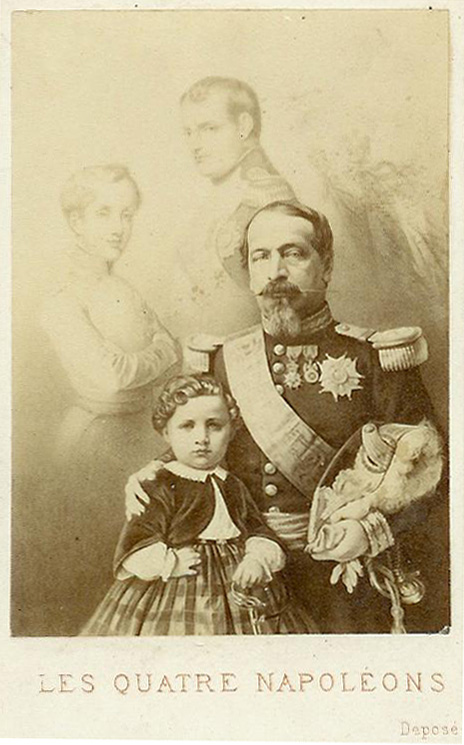
4명의 나폴레옹. 우측 하단이 루이 나폴레옹 보나파르트(나폴레옹 3세)

샤를 루이 나폴레옹 보나파르트는 나폴레옹 1세의 동생인 루이 보나파르트의 셋째 아들로 태어났다. 어머니는 나폴레옹 1세의 의붓딸인 오르탕스 드 보아르네였다. 아버지는 1806~1810년에 네덜란드 왕을 지냈다.
루이 나폴레옹은 어린시절과 청년기를 주로 망명지에서 보냈다. 1815년 나폴레옹 1세가 몰락하자 어머니 오르탕스는 보나파르트 가문의 다른 사람들과 마찬가지로 프랑스에서 추방되었고, 스위스에 정착하여 1817년 아레넨베르크 성(城)을 사들였다. 낭만적인 성격을 가진 그녀는 어린 루이 나폴레옹에게 나폴레옹 1세의 천재성을 열렬히 찬양하며 잃어버린 조국에 대한 열망을 심어주었다.
루이 나폴레옹은 독일의 아우크스부르크에서 라틴어 학교를 다닌(1821~23) 뒤, 가정교사에게서 교육을 받았다. 루이는 독일 남부와 이탈리아에 있는 친척들을 방문하면서 부르봉 왕정복고(王政復古)의 희생물이 된 다른 망명자들과 친숙해졌을 뿐만 아니라, 오스트리아와 교황의 지배를 받는 이탈리아인들처럼 억압받는 사람들의 삶에 대해서도 자세히 알게 되었다.
그는 역사에 가장 큰 흥미를 가졌고 국민의 자유라는 이념에 고무되었다. 따라서 1830년에 있었던 실패로 끝난 로마 교황령 정부 전복음모와 1831년에 있었던 중부 이탈리아 반란에도 가담했는데, 이 반란에서 형이 죽었다. 그는 어머니가 위험을 무릅쓰고 개입한 덕택에 오스트리아군의 손에서 간신히 벗어날 수 있었다.

## 정치 활동
1832년 사촌인 라이히슈타트 공작(나폴레옹 1세의 외아들)이 죽자 보나파르트 가문에서 프랑스의 왕위를 요구할 수 있는 것은 자기뿐이라고 생각한 루이 나폴레옹은 왕이 되기 위한 준비로 군사훈련을 마치고, 경제와 사회문제에 관해서도 공부를 했다. 그는 스스로 직접 정치와 군사문제에 대해 글을 쓸 준비가 되었다고 생각하고 《정치에 대한 명상》(Rêveries politiques, 1832)이라는 소책자를 썼는데, 여기서 그는 황제가 있어야만 프랑스에 영광과 자유가 가능하다고 주장했다. 그는 또 자기 이름을 널리 알리고, 자신의 이념을 선전하는 한편 추종자들이 모이기를 원했다. 그는 자신이 황제 나폴레옹의 조카이므로 프랑스군의 지지를 받으리라 믿고, 쿠데타를 일으키기 위해 1836년 10월 30일 스트라스부르 수비대의 지원을 얻으려 했으나 실패했다. 루이 필리프 국왕은 그를 미국으로 추방했다가 1837년초 그의 어머니가 위독했을 때 다시 불러들였다. 1838년에는 프랑스의 압력으로 스위스에서도 쫓겨나 결국 영국에 머무르게 되었다.
1839년에 그는 《나폴레옹 이념》(Des idées napoléoniennes)을 출간했다. 그때까지만 해도 보나파르트주의는 프랑스 제1제정 때 혜택을 입었던 사람들의 추억거리이거나, 따분한 현실에 불만을 가진 사람들이 만들어낸 낭만적인 전설에 지나지 않았다. 루이 나폴레옹은 소책자를 통해 그는 보나파르트 주의를 정치 이데올로기로 전환시키려 했고, 이를 위해 합리주의와 신비주의적인 영감에 따르기도 했다. 그에게 이데올로기와 정치는 합리적 고찰과 신념이 낳은 것이었다. 그의 견해에 따르면 "역사의 주역은 신의 소명을 받아 진보를 실현하는 위대한 인물이며, 이 소명을 완성하지는 못했으나 나폴레옹 1세야말로 진정 위대한 인물이었다" 라고 하였다. 루이 나폴레옹은 이 과업을 완성하는 것이 자기의 사명이라고 믿었다.
그는 1840년 8월 6일 56명을 거느리고 불로뉴 근처에 상륙했으나 그곳 수비대가 합세하지 않아 또 실패했다. 체포당해 재판에 회부되어 "성채 안에 영원히 가두라"는 선고를 받았다. 그러나 '함(Ham)의 대학'(그가 갇혔던 성의 이름)에서도 앞으로 황제가 될 경우를 생각해 공부를 계속했다. 그는 프랑스 야당세력들과 서신왕래를 했고 이들이 내는 신문에 글을 싣기도 했다. 몇 개의 소책자도 썼는데 그 가운데 《빈곤의 퇴치》 (Extinction du paupérisme, 1844년)는 좌파의 지지를 얻었다. 1846년 5월 25일 마침내 탈출에 성공해 영국으로 도망쳤고, 권력을 잡을 기회가 오기를 기다리며 머물렀다.

## 대통령 시절

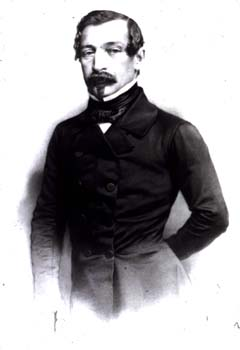
대통령 시절의 루이 나폴레옹.

### 대통령 출마
1848년 그는 2월 혁명이 터졌다는 소식을 듣고 파리시로 달려갔으나 임시정부는 그를 쫓아냈다. 그러나 지지자 몇 명은 소규모의 보나파르트 당을 조직해 그를 제헌의회 의원 후보로 지명했다. 6월 4일 4개 주(州)에서 당선되었으나 좀 더 상황이 안정되기를 기다리며 이 자리를 사양했다. 9월에 다시 출마해 5개 주에서 당선되었고 파리에 도착하자마자 대통령 출마 준비에 들어갔다. 루이는 새로 창당된 질서당(Parti de l'ordre)의 지원을 받았는데 부르봉 왕가, 루이 필리프, 로마 가톨릭 교회의 지지자들로 구성된 우파 정당이었다. 이들은 마땅한 후보가 없었던 탓에 노련한 정치가는 아니었으나, 대중에게 인기있던 루이를 쓸 만한 인물로 판단하고 그를 지지하였다.
그는 제헌의회 의원 선거 때와 같은 대대적인 선전을 벌였다. 옛 황제의 조카라는 혈통과 나폴레옹이라는 이름으로 유권자들의 마음을 사로잡았고 프랑스의 영광스런 추억이 서려 있는 나폴레옹의 전설적인 위업을 환기시키며 평화로웠던 옛 시절을 되찾을 것을 공약으로 내걸었다. 또한 각 계층의 국민들에게 그들의 이익을 모두 보호해주겠다고 약속하여 모든 유권자 집단의 지지를 얻었다. 중간계급과 농민들에게는 '질서'와 '번영'을, 빈곤층에 대해서는 '지원'을 약속했다. 1848년 12월 선거에서 모두 543만 4,226표를 얻었다.
| 선거명      | 직책명          | 대수 | 정당         | 득표율 | 득표수      | 결과 | 당락 |
| ----------- | --------------- | ---- | ------------ | ------ | ----------- | ---- | ---- |
| 1848년 선거 | 프랑스의 대통령 | 1대  | 보나파르트당 | 74.3%  | 5,434,226표 | 1위  |      |

### 독재체제 확립
대통령이 된 루이 나폴레옹은 1849년 5월 입법의회 선거에서 승리했던 질서당 소속에서 벗어나기로 결심했다. 그가 집권한 새 정부는 원정군을 파견해 교황청이 로마를 되찾도록 도왔다. 한편 프랑스 안에서는 활발한 정치활동을 벌이고 있던 공화파들을 정부요직에서 몰아내고 그들의 활동을 제약했다. 그러나 국민의회에서 루이가 믿고 의지할 수 있었던 의원들은 고작 12명 정도의 보나파르트 당원들뿐이었다. 그는 헌법이 보장한 권한을 충분히 활용해 조심스럽게 자신의 미약한 세력을 굳게 만들고, 행정부와 군의 요직에 자신의 추종자들을 앉혔다. 10월 31일 처음으로 그는 국민의회보다는 그에게 더 충성을 바치는 사람들로 내각을 구성할 수 있었고, 전국을 돌며 국민들로부터 대대적인 환호를 받았다. 또한 그는 1850년 국민의회가 300만 명에 이르는 빈곤층 유권자들의 선거권을 박탈하고 1851년 경제 상태가 나빠지자, 이를 구실로 정당들에 대한 국민의 분노를 부추겼고, 있지도 않은 혁명의 위협에 대처할 수 있는 '강력한 인물'이 바로 자신이라는 점을 내세워 선전함으로써 독재체제를 확립했다.

### 쿠데타
당시 프랑스의 헌법에 따르면 대통령 임기는 4년 단임으로 중임할 수 없었다. 그는 자신의 정책을 제대로 실현하기에는 시간이 충분하지 못하다고 판단하여 연임을 위한 헌법개정을 추진했다. 지방을 순회하며 이에 대한 지지를 이끌어냈으나 1851년 7월에 제출한 개헌안이 446 대 278로 개헌 정족수인 2/3에 미치지 못하여 좌절되었다. 임기 만료가 다가오자 국군통수권을 가진 대통령 루이 나폴레옹은 쿠데타를 선택했다. 1851년 12월 2일, 군대가 파리를 점령하고 정적인 카베냐크, 티에르등을 체포했다. 의회가 강제해산되었고 지난 1850년 5월에 의회가 통과시킨 제한선거를 폐지하고 보통선거 실시등을 천명한 포고문이 거리 곳곳에 나붙었다.
왕당파와 공화파가 민중봉기를 시도했으나 민중의 반응은 싸늘했다. 파리에서의 봉기는 400명 정도의 사망자가 발생하기는 했으나 쉽게 진압되었다. 이와달리 지방에서의 반발은 격렬했다. 32개도에 계엄령이 선포되고 무자비한 진압이 진행되어 26,884명이 체포되는등 이듬해 3월까지 공화파, 왕당파, 사회주의자들에 대한 가혹한 탄압이 이어졌다. 혼란한 와중인 1851년 12월 21일 개헌에 대해 찬반을 묻는 국민투표(보통선거)에서 찬성 7,439,216표 반대 647,737표를 얻었다. 1852년 1월 15일 공포된 새로운 헌법을 통하여 나폴레옹은 10년 임기의 대통령이 되었고 조각권, 입법발의와 공포권, 조약체결권, 선전포고권등 막강한 권력을 거머쥐게 되었다.
새 헌법을 국민투표에서 승인을 받자 자신감을 얻은 그는 1852년 11월 20일, 또 국민투표를 실시하여 제정실시 여부를 심판받았다. 결과는 찬성 7,824,189표, 반대 253,145표를 얻어 97%라는 압도적인 지지를 얻었다. 이에 따라 그는 1852년 12월 2일, 프랑스 제2제정의 황제에 즉위하였다. 이후 자기와 신분이 같은 공주와 결혼하려 했으나 실패하고 1853년 1월 여백작인 외제니 드 몽티조와 결혼했다.

## 황제 나폴레옹 3세

### 국내 정책

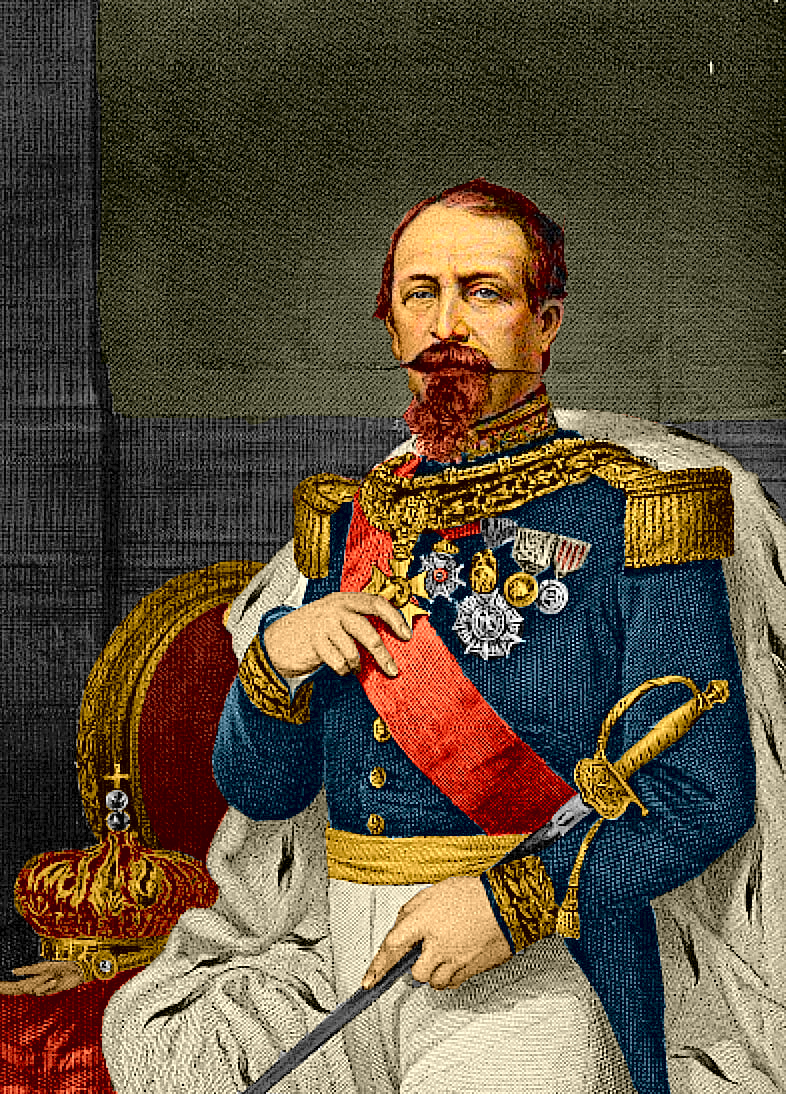
황제가 된 나폴레옹 3세

#### 대중 인기 영합
나폴레옹 3세는 시대가 요구하는 것이 무엇인지를 이해하고 그에 걸맞은 법과 제도를 마련하기 위해 항상 대중여론에 앞서가려고 했다. 따라서 여론을 검토하고 선전을 통해 여론에 영향을 줄 수 있도록 몹시 신경을 썼다. 그는 '합당한 자유'를 약속했지만, 실제로는 한동안 경찰 국가의 통치 방법을 사용할 필요가 있다고 생각하는 독재자였다.
그는 "프랑스의 위대함과 번영을 위한 모든 문제를 선도해나갈" 생각으로 공공사업·철도 건설·은행 사업을 비롯해 공업과 농업발전을 촉진시켰다. 대규모의 기술개발에도 열정을 쏟아 후원했으며 발명가들을 지원했다. 또 개인적으로는 파리를 근대적으로 재건하는 일에도 관심을 가졌다. 그러면서도 그는 자신이 말한 "가난하지만 부지런한 사람들을 사랑한다"는 약속을 지켰다.
그는 빵값을 낮게 유지시켰고 위생시설을 갖춘 노동자주택 건설을 촉진시켰으며, 중재위원회도 설립했다. 그가 이상으로 삼은 서로 돕는 사회에서는 사용자와 노동자들이 서로를 이해하는 방법을 배워야만 했다. 그는 사회복지기관에 자주 기부금을 하사했으며 시민들도 이같은 일을 본받기를 원했다.

#### 중산계급의 불신
그러나 중산 계급은 그를 사회주의로부터 자신들을 지켜줄 보호자로만 여겼으며 그의 사회적 구상은 이상향일 뿐이라고 생각했다.

### 대외 정책
나폴레옹 3세는 국내 정책과 마찬가지로 대외문제에서도 곧바로 주도권을 쥐었다. 그는 "루이 필리프는 프랑스의 평판이 나빠지는데도 이를 방치했기 때문에 몰락했다. 나는 뭔가 일을 해야 한다"라고 말했다. 황제는 프랑스에 커다란 치욕을 안겨준 1815년의 빈 회의의 결과로 생긴 유럽 체제를 깨뜨림으로써 다시 한번 프랑스를 강대국으로 만들고자 했다. "문명시대에서 군사적 성공이란 일시적인 것이며 최후의 승리를 거두는 것은 언제나 대중의 여론"이라고 확신한 그는 "관대하고 고상한 사상의 맨앞에서 행진할 것"을 계획했다. 그 가운데 가장 중요한 사상은 민족성의 원칙이었다. 이 원칙에 따라 "더 지속적이고 공평한 기초 위에 유럽의 세력균형을 재건"하기 위한 국제회의를 원했고 "만약 다른 국가들이 어떤 것을 얻으면 프랑스도 역시 뭔가를 얻어야 한다"고 주장했다.

#### 크림 전쟁
황제는 크림 전쟁(1854년 3월~1856년 3월)에서의 프랑스의 성공적인 참여를 통하여, 오스만 제국에 영향을 뻗치려 하는 러시아에 대해 반기를 들었다. 전쟁 동안 황제는 영국과의 동맹 관계를 수립하였고, 전쟁 후에도 이 동맹 관계는 지속되었다. 러시아의 패배와 프랑스-영국 연합군의 승리는 프랑스가 유럽에서의 영향력을 확대할 수 있는 계기를 마련하였다. 이 전쟁은 나폴레옹 전쟁 이후 처음으로 유럽 열강들 간의 벌어진 충돌이었으며, 반 세기를 유지하고 있던 유럽 국가간의 평화를 붕괴시켰다.

#### 이탈리아
마침내 황제는 피에몬테-사르데냐 왕국과 힘을 합쳐 오스트리아 제국을 이탈리아에서 몰아내려는 전쟁에 돌입했다. 우수한 병기(兵器)의 중요성을 주장해왔던 황제는, 근대화된 프랑스군 포병대가 눈부신 전과를 올리고 계류기구(繫留氣球)를 군사적 목적으로 사용하는 것을 자랑스럽게 지켜보았다.
1859년 6월 솔페리노 전투를 지휘해 승리를 거두자 그는 자신이 군사적으로도 천재라고 믿게 되었다. 그러나 독일 연방이 개입할 가능성에 놀라 갑작스럽게 강화조약을 맺었다. 그는 이탈리아를 느슨한 연방국으로 만들 생각이었으나 통일 이탈리아 건설을 들고 나와 그에게 대항하던 이탈리아의 카보우르 백작의 책략에 말려들어 니스와 사부아를 양도받고 손을 떼기로 했다. 이탈리아에 대한 이런 행동은 영국의 불만을 샀다. 1860년 영국-프랑스 통상조약이 체결되었지만 영국은 여전히 회의적이었으며 특히 프랑스의 군함건조, 식민지와 동양권 국가에 대한 정책을 불안한 눈초리로 지켜보았다.

#### 베트남

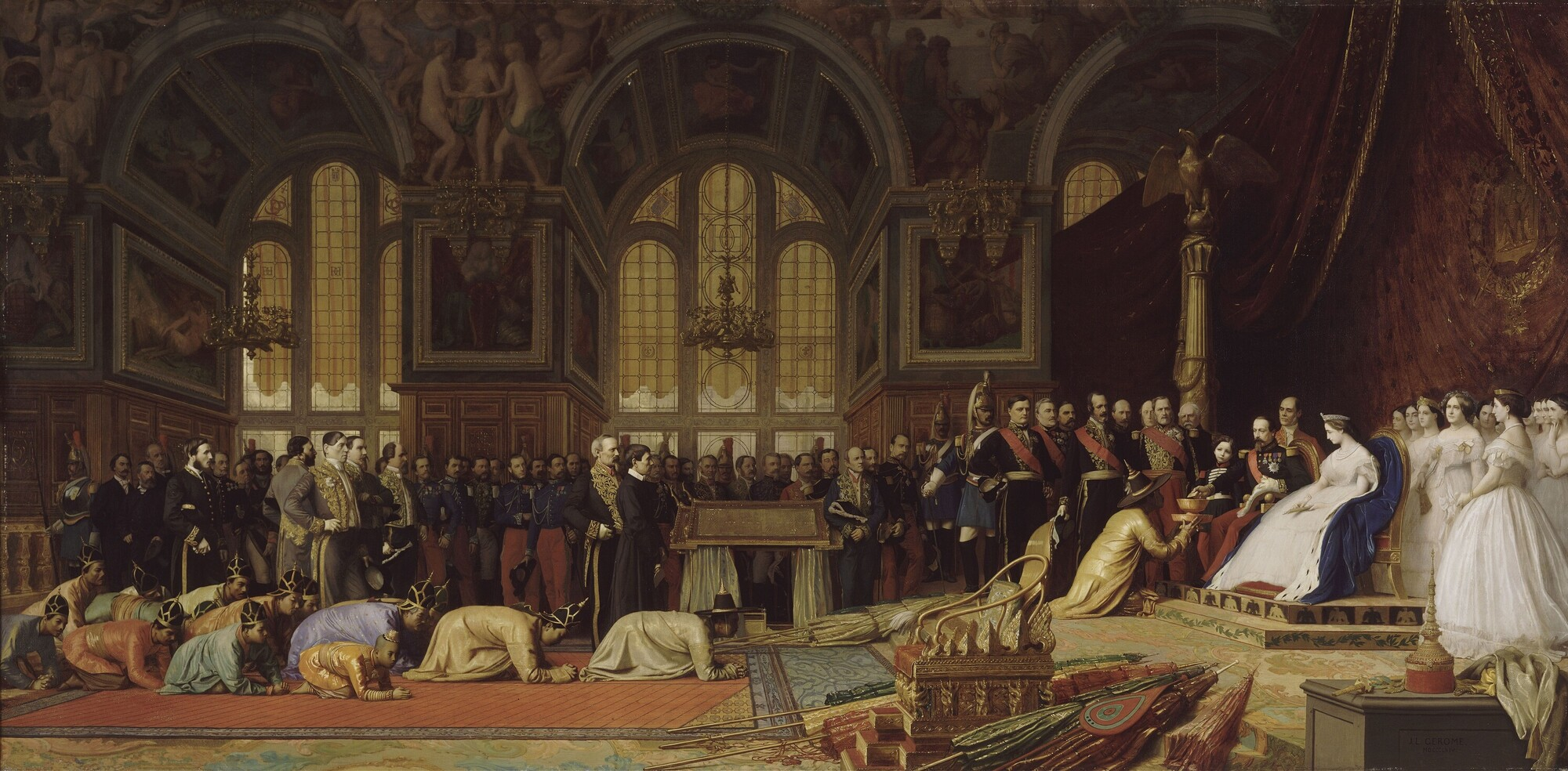
1864년 나폴레옹 3세가 퐁텐블로 궁에서 시암 대사의 인사를 받고있다.

황제는 인도차이나에 프랑스의 아시아 식민지 사업의 첫 발을 내딛었다. 그는 "프랑스가 동아시아에 세력을 확장하지 않는다면 2류 국가로 전락할지도 모른다"는 믿음을 가지고 있었다. 또한, 프랑스가 문명화된 서구 문화를 전파해야 할 임무를 띠고 있다는 사상이 퍼져 있었다. 결국 프랑스의 베트남 진출은 베트남을 식민지로 삼으려는 목적이었다.:335~337 나폴레옹 3세의 프랑스는 영국과 연합하여 제2차 아편 전쟁(1858년~1860년)을 치르는 한편:335~337 인도차이나에 프랑스 식민지를 구축하기 위한 단계들을 밟아 나갔다.
1857년 스페인의 호세 마리아 디아스(San Jose María Díaz Sanjurjo) 신부가 살해되자(→Thomasian Martyrs), 그는 프랑스의 로마 가톨릭 선교사들에 대한 베트남의 박해에 응징하고 베트남 조정에 프랑스군의 베트남 주둔을 강요하고자 전쟁의 개시를 승인(1858년)하였다. 이로써 1858년부터 베트남과 프랑스는 전쟁에 돌입하였다. 프랑스 해군은 리고 드 주누이(Rigault de Genouilly) 제독 지휘하에 다낭과 사이공을 점령(각각 1858년 9월 1일과 1859년 2월 17일)하였다. 그리고, 남부 베트남의 요충지에서 베트남군을 패퇴시켰다. 프랑스는 1861년에는 대대적인 침략을 감행하였다. 결국 뜨득 황제는 1862년 항복하고 만다. 프랑스와 베트남 간에는 불평등 내용을 담은 사이공 조약을 체결하고:335~337 전쟁은 종결되었다.(→베트남-프랑스 전쟁)
사이공 조약의 주요 내용은 다음과 같다:
1. 남부 베트남의 비엔호아성, 자딘성[30], 딘뜨엉성(Định Tường) 3개 성[31]을 할양한다.
2. 베트남은 프랑스에게 막대한 전쟁 배상금을 지불한다.
3. 프랑스의 전함이 메콩강을 자유 항해하는 것을 허용한다.[32]
4. 프랑스의 베트남 내에서의 자유로운 기독교(로마 가톨릭교회) 포교 특권을 인정한다.
5. 3개의 항구를 프랑스와의 무역을 위해 개항한다.
6. 베트남이 다른 나라와 교섭할 때 프랑스 황제의 동의를 받도록 한다.(→베트남-프랑스 관계) 결국 프랑스는 태국, 미얀마를 제외한 인도차이나 반도의 전부를 식민지로 만들었다.

#### 중국
중국에서 프랑스는 대영제국과 함께 제2차 아편 전쟁에 참가했다. 그리고 1860년 프랑스 군대는 베이징에 입성했다. 중국은 중국을 새로운 시장으로 이해한 서구 제국주의 세력에 의해 무역에 대한 권리를 강요받았다. 특히 장강의 자유로운 항해에 대한 권리도 양도하였고, 자본, 군대와 함께 근대 제국주의 세력의 세력확장 수단중 하나인 기독교의 자유로운 전교 활동을 인정받았으며, 프랑스는 영국과 함께 중국에 엄청난 배상금을 요구하였다. 이로써 프랑스는 베트남에 대한 지배권과 중국 남부에서의 영향력을 강화시켰다.

#### 한국
1866년, 프랑스 해군은 중국 주재 프랑스 대사관과 프랑스 정부가 승인한 일이 아님에도 조선의 로마 가톨릭 탄압인 병인박해로 죽은 프랑스 선교사 처형에 대한 보복을 구실로 하여 강화도를 공격했는데 이를 병인양요라 한다. 조선의 박해를 받던 로마 가톨릭 신자들은 병인양요를 종교의 자유를 얻을 수 있는 기회로 생각하고 지리안내 등으로 협력하였다. 이에 대해서 인천 가톨릭 대학은 1997년에 세미나를 통해 병인양요 당시 로마 가톨릭의 역할을 반성한다는 전체 교수 명의의 사과성명서를 발표함으로써 죄책고백을 하였다.

#### 일본
1867년, 프랑스 군부 사절단이 일본에 도착했다. 이는 쇼군 도쿠가와 요시노부의 군대가 현대화되는데 기여하였고, 보신 전쟁에서 막부군이 존왕파 군대에 대항할 때 큰 영향을 끼쳤다. 허나 막부군, 이후의 에조 공화국이 존왕파에게 패배당하기도 하였다.

#### 미국
1860년대 초반인 미국 남북 전쟁 동안, 황제는 유럽내에서 친-남부동맹 성향을 이끌었다. 특히 목화 산업 붕괴와 그의 멕시코 정책노선 변화 이후, 황제는 잠시나마 남부동맹을 공식적인 미국의 합법정부로 인정했다. 게다가 1862년 이후, 황제는 프랑스가 남부동맹을 인정해줄 것처럼 행동하여 그들의 환심을 샀다. 어떤 역사가들은 나폴레옹 3세가 미국의 분열을 바라고 있었다고도 하지만, 그는 결국 남부동맹을 공식적으로 인정해주지는 않았다.

#### 프로이센
그는 오토 폰 비스마르크의 정책에 호의적이었으므로 프로이센이 슐레스비히-홀슈타인 문제를 덴마크와 싸워서 해결했을 때도 초연한 자세를 지켰다. 그는 북독일 지역에서 세력을 넓히려는 프로이센의 구상에 항상 동조했다. 그러나 이같은 지원에 대한 대가를 공개적으로 비스마르크에게 요구한 적은 없었다.
1866년 프로이센이 오스트리아-프로이센 전쟁에서 황제의 예상보다 훨씬 빨리 오스트리아군을 패배시켰을 때, 그는 프로이센 편에 선 어떤 군사적 개입도 거부했으며, 단순한 중재자로서 역할만 했다. 그러나 비스마르크는 황제가 중립을 지켰다고 해서 독일 영토를 떼어줄 생각은 없었다. 따라서 그 대가로 벨기에를 얻으려던 그의 계획은 1867년 룩셈부르크를 얻으려던 일과 마찬가지로 실패했다. 황제에게는 룩셈부르크 요새에서 프로이센군이 철수한 것만으로는 만족스러운 보상이 못 되었다. 황제는 "비스마르크가 날 속이려 했다. 그러나 프랑스 황제는 속지 않는다"라며 못마땅해 했고, 이후 비스마르크가 마인강을 넘어가 남부 독일까지 그 세력을 확장하려는 것을 방해하였다.

#### 멕시코
멕시코는 19세기 후반, 혁명과 내전으로 경제가 악화되자 멕시코 후아레스 대통령은 1861년에 외채상환을 중지하였다. 프랑스는 스페인, 영국과 함께 1861년 겨울에 베라크루스항(港)을 봉쇄한후 멕시코 정부를 압박하며 채무 상환 협상을 진행했다. 스페인과 영국은 멕시코와 합의 한후 다음 해에 철수했다. 그러나 아메리카대륙에 카톨릭제국을 수립하려는 야심을 품고 있던 나폴레옹 3세는 프랑스군을 내륙으로 진군시켜 멕시코시티를 점령하였다. 1864년에 오스트리아의 막시밀리안 대공을 황제로 하여 멕시코 제국을 수립하였으나 멕시코 대통령 베니토 후아레스가 지휘하는 멕시코 군의 거센 저항에 직면했다.
또한 1865년 남북전쟁을 끝마친 미국이 먼로주의에 입각한 '북남미 대륙과 유럽간 상호불간섭' 원칙을 재차 확인하며 프랑스에 항의하였고 멕시코에 무기를 지원하기 시작했다. 미국의 도움으로 큰 힘을 얻은 멕시코 군의 저항은 나날이 더욱 강해져 갔고 1866년 오스트리아와의 전쟁에서 승리한 프로이센의 압박마저 심해지자 프랑스군은 1866년에 멕시코에서 퇴각하였다. 퇴임을 거부한 막시밀리안은 1867년에 멕시코 군에 생포되어 처형당했다. 원정 실패로 프랑스 군에 큰 전력손실이 발생하였고 이는 보불전쟁(1870~71)에서 프랑스가 패배하는 원인중 하나가 되었다.

#### 러시아
1863년 유럽에서 폴란드 봉기가 일어나자, 그는 폴란드인들을 동정하였다. 하지만 이 동정이 러시아 제국에 대항하는 폴란드에 대한 지원으로까지 이어지지는 않았다. 어찌되었던간에, 이러한 황제의 동정으로 인해 프랑스와 러시아의 관계는 악화되었다. 이로 말미암아, 황제의 유럽 열강들에 유럽을 재정비하를 위한 회의를 개최 제의는 러시아에 의해 거절당했다.

#### 아랍권
황제는 "유럽 상품을 판매할 새로운 통상 방식과 새로운 출구"를 만들고 "그리스도교와 문명의 진보"를 촉진할 것을 꿈꿨다. 따라서 통상이익을 증대시키고 그 기지(基地)를 마련하기 위한 식민정책을 추구해야 했다. 이미 프랑스는 인도차이나와 서아프리카에서 세력을 확장했으며, 중동에서는 알제리인에게 더 나은 대우를 보장하여 튀니지에서 유프라테스강에 이르는 모든 지역의 아랍인들로부터 우호적인 반응을 얻어내려고 했다. 그는 수에즈 운하 건설도 지원했으며, 프랑스의 보호를 받으며 레바논에 거주하고 있던 로마 가톨릭 계통의 마론파(派)교도들이 박해를 받자(1860년) 원정군을 파견해 정치적 이득을 얻고자 했다.

## 개혁시도
1860년 나폴레옹 3세는 국민들에게 어느 정도의 자유를 주어도 될 만큼 정권이 충분히 안정되었다고 생각했다. 재정을 늘리고 국민의 생활비를 감소하기 위해 자유무역원칙에 입각한 새로운 경제정책의 첫 번째 조치로 영국과 통상조약을 맺었다. 의회의 기능에 만족하지 못한 그는 "정부의 모든 정책을 세우는 데 더 직접적으로 간여할 거대한 국가체제"를 만들려고 결심했다. 그러나 그의 희망은 기대했던 만큼 이뤄지지 않았다. 경제악화로 불만이 쌓인 중간계급과 노동자들은 그의 반(反)교황적인 이탈리아 정책에 분노한 가톨릭교도들과 합세하여 반대세력으로 꾸준히 성장해갔다. 1857년 선거에서는 5명의 반대세력만이 국민의회의 의석을 차지했지만 6년 후에는 32명으로 늘어났다.
이때 방광결석증이 재발하여 1856년부터 건강이 좋지 않았던 나폴레옹 3세는 일시적으로 무력상태에 빠졌다. 그는 정부가 결정을 내릴 때마다 자신이 직접 간여하기를 고집했기 때문에 장관들은 한낱 허수아비일 뿐이었으나, 이제는 측근들에 의지할 수밖에 없었다. 이렇게 되자 측근들은 파당을 이루어 서로 음모를 꾸몄다. 1863년 '부황제'(副皇帝)란 별명을 가진 권위주의자인 외젠 루에르가 총리 자리에 올랐다. 한편 나폴레옹 3세는 이부형제인 모르니 공작의 조언을 듣고 계속 자유화 정책을 폈다. 또한 민주적인 보나파르트주의를 내세운 삼촌 제롬 보나파르트의 도움으로 노동자들의 지지를 얻는 데 성공했다. 그러나 그의 양보조처들(1864년의 결사의 자유 승인, 1868년의 집회의 자유 인정, 의회의원의 권리확대, 언론법의 자유화 등)은 많은 단서조항 때문에 제한을 받았고, 또 시기적으로도 너무 늦었다. 그는 1863년부터 교육부 장관이던 빅토르 뒤뤼이가 교육에 대한 교회간섭문제로 성직자들과 싸우는 것을 용인했는데, 한편으로는 새로 건국된 이탈리아 왕국과 교황의 분쟁타결에 노력함으로써 프랑스 가톨릭교도들과 화해시키려고 했다.
황제의 대외정책이 실패를 거듭하게 되자 황제 반대파의 세력이 커졌다. 1869년 선거에서 집권정부는 443만 8,000표를 얻었고, 반대세력은 335만 5,000표를 얻었을 때, 나폴레옹 3세는 체제의 진정한 변화가 불가피하다는 사실을 깨달았다. 1870년 1월 그는 올리비에를 총리로 임명했다.

## 보불 전쟁 (1870~1871)

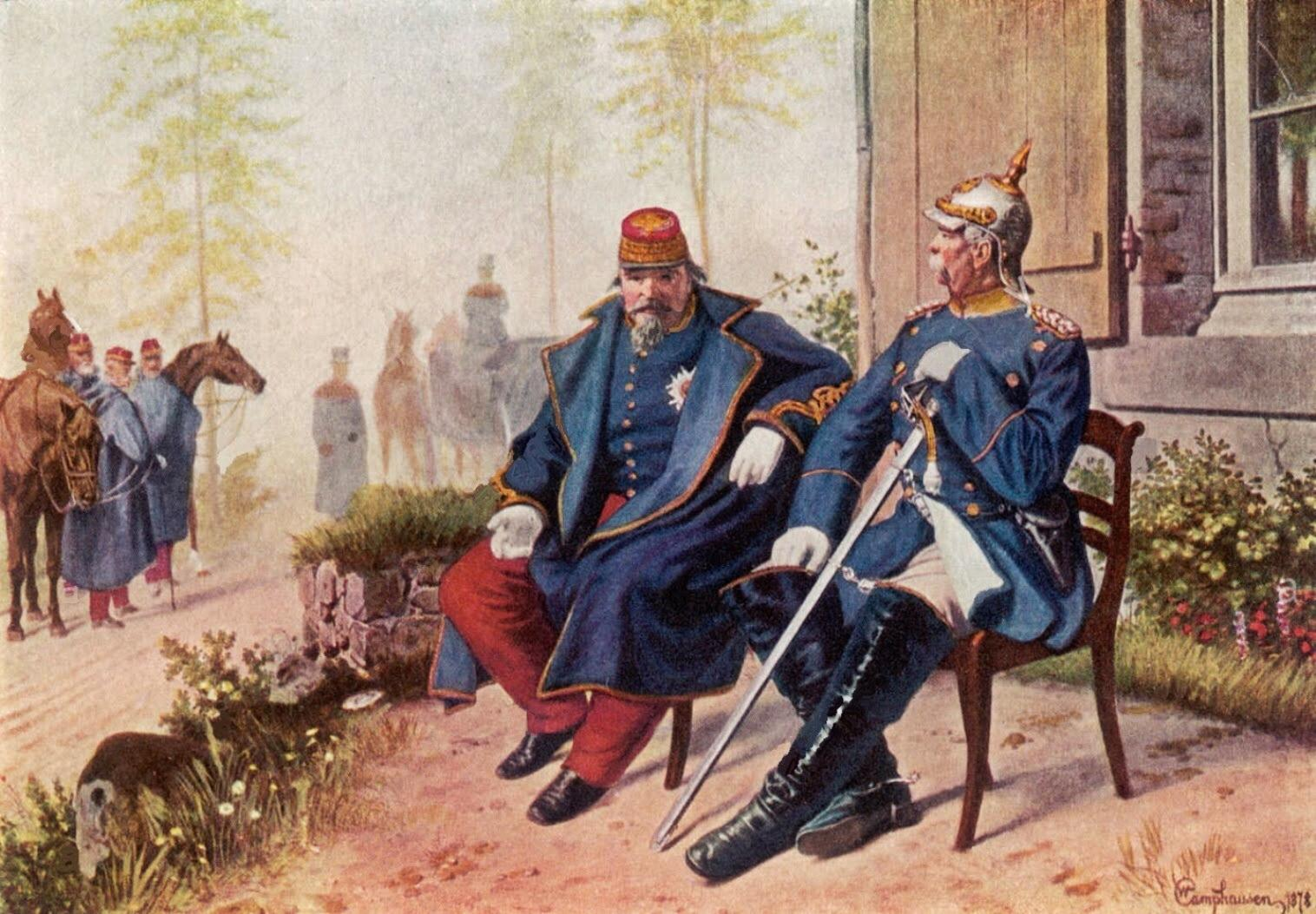
스당 패배후, 담화중인 나폴레옹 3세와 비스마르크

### 스페인 왕위 계승
1868년, 혁명으로 이사벨 2세를 축출하며 들어선 스페인 혁명정부는 새로운 왕위 후보를 물색했으나 파벌간 다툼으로 1년 넘게 시간만 허비했다. 1870년 들어 프로이센 빌헬름 1세의 친척 레오폴트 공에게 스페인 왕위를 제안하였다. 이 소식을 접한 프랑스는 스페인과 프로이센 양국에 강력히 항의했다. 지난 16세기 카를 5세 시절처럼 프랑스가 스페인과 독일에 둘러쌓여 협공을 받을 경우 국가안보가 위태로워지기 때문이었다. 불필요한 외교마찰을 피하기 위해서 레오폴트 공은 스페인 왕위 계승을 공식적으로 거절했다. 그러나 비스마르크는 이를 프랑스와 전쟁을 하기위한 좋은 기회라 판단했고 스페인에 특사를 파견하여 1870년 6월 21일에 수락발표를 해버렸다. 프랑스 외상 그라몽은 프랑스 대사를 빌헬름 1세에게 보내 강력히 항의했고 빌헬름 1세는 철회의사를 밝혔다.

### 엠스 전보 사건
그러나 프랑스 정부는 이에 만족하지 못했고 프랑스 대사 베네데티를 프로이센 왕이 머물고 있던 엠스(Ems)로 다시 보내 재발방지와 철회의사에 대한 서면보장을 요구하였다. 이는 명백한 외교적 결례였다. 감정이 상한 빌헬름 1세는 이미 종결된 사안이라는 통보와 함께 대사의 접견을 거부했다. 또한 이런 사실을 비스마르크에게 전보를 통해 알렸다. 비스마르크는 언론발표를 위해 전보를 요약하며 원문에 없던 거칠고 노기를 띤 것 같은 구절을 첨부하였다. 1870년 7월 14일, 비스마르크가 조작한 내용이 신문에 실리자 프랑스의 오만과 외교적 결례에 대해 프로이센의 여론과 프랑스에 대한 국민감정이 극도로 악화되었다. 아울러 프랑스 대사가 받은 모욕에 대해 프랑스인의 감정도 들끓었다.

### 전쟁 결과
나폴레옹 3세는 호전적인 측근들의 부축임속에 1870년 7월 14일 프랑스는 군대에 동원령을 내렸고, 영국 중재안을 거절한 프랑스는 7월 19일에 공식적으로 전쟁을 선포했다. 7월 25일 자 런던 타임즈에는 베네데티가 벨기에 병합을 거론한 문서가 공개되었는데, 이 또한 비스마르크가 흘린 것이다. 나폴레옹 3세는 이를 보고 비스마르크가 전쟁을 원함을 알게 되었다. 영국은 프랑스 및 프로이센과 서둘러 벨기에의 중립을 보장한다는 조약을 체결했다.
비스마르크는 이 전쟁이 방어 전쟁임을 주장하면서 맞대응을 하였다. 프랑스는 외교적으로 고립되어 있을 뿐만 아니라 전쟁준비가 되지 않은 상태였다. 그리고 몸이 불편한 나폴레옹 3세는 스당 전투에서 싸우다가 결국 9월 2일 항복하고 포로가 되었다. 패전소식이 파리에 전해지자 공화주의자들은 1870년 9월 4일, 제정폐지와 더불어 새로운 공화정을 선포하였다.
강베타등 공화파들이 주도하여 임시 국민방위정부를 구성했고 수도 사령관인 트로쉬 장군을 지도자로 임명하였다. 종전협상은 비스마르크의 무리한 요구로 결렬되었으며 임시정부는 전투를 계속 수행하기로 하였다. 그러나 프랑스는 전투에 연패하며 9월 18일 파리가 포위당했다. 1871년 1월 18일, 베르사유 궁전의 거울방에서 독일 제국의 수립을 선포한다. 이는 프랑스 국민들에게 아주 굴욕적인 일이었다. 포위된 파리는 극도로 비참한 겨울을 보낸후 이듬해 1월 28일, 항복했다.

## 말년

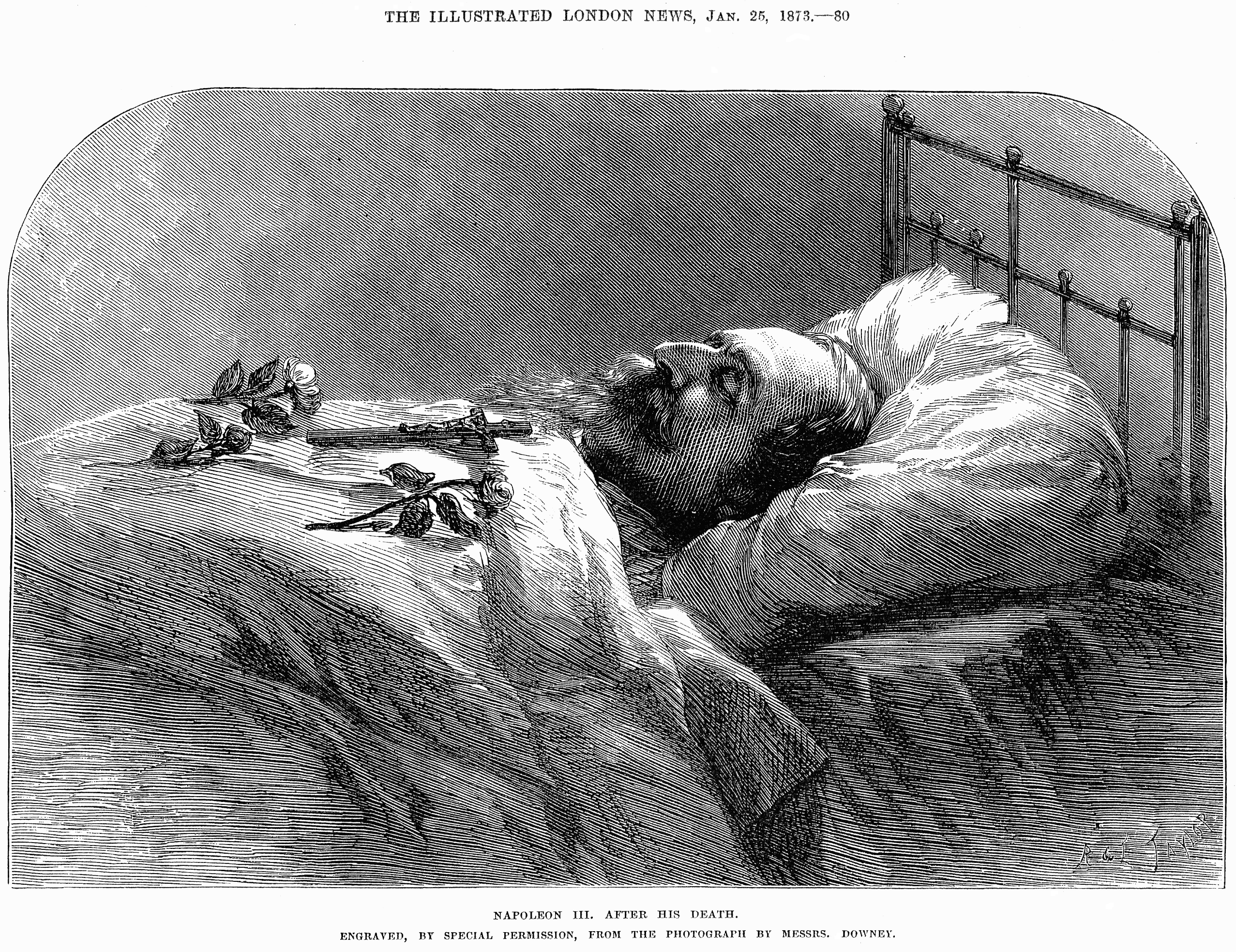
나폴레옹 3세 사망

나폴레옹 3세는 포로생활에서 풀려난 후 영국에서 살았다. 그는 프랑스로 다시 돌아가 제위에 복귀할 생각까지 했다. 그러나 뜻을 이루지 못하고 방광결석 제거수술을 받은 후 죽었다. 사후 그가 가진 명목상의 프랑스 황제의 지위는 아들인 나폴레옹 4세가 물려받았으나, 나폴레옹 4세는 영국 육군에 입대하여 영국-줄루 전쟁에 종군하였다가 1879년에 전사하였다.

## 기타
나폴레옹 3세는 독일어와 이탈리아어, 영어에 모두 능통하였지만, 정작 당대의 영국 사교계에서는 그의 지식의 깊이가 얕다는 비판이 많이 나왔다. 개인적으로 사회주의에 관심을 보여, 러다이트 운동 및 차티스트 운동 등으로
대변되는 영국의 노동운동에 지대한 관심을 보였지만, 그러면서도 전제군주의 지위에 오른 탓에 위선자라는 비판을 많이 들어야 했다. 거기에다 사생활이 매우 문란하여 보불 전쟁의 패전 후, 포로 수용소에 수감되었을 때도 다른 프랑스인 귀족의 부인과 하녀와 불륜 관계를 맺기도 하였으며, 이후 영국으로 망명하여 런던에 거주할 때도 잉글랜드의 여배우인 헨리에타 하워드와 불륜 관계를 맺기도 하였다.
키가 160cm로 프랑스 대통령 중 가장 작았다. 그리고 이 인물로 인해서 나폴레옹 보나파르트의 키가 작은 것으로 와전되었다.
그는 가장 신분이 높은 손님들 앞에는 알루미늄 식기를 놓으라고 지시했다. 그보다 신분이 떨어지는 사람들 앞에는 금으로 된 나이프와 포크가 놓였다. 화학자들이 알루미늄을 발견한 것은 1820년대였지만, 광석에서 이것을 분리해내기는 극도로 힘들었고 비용이 많이 들었다. 수십년간 알루미늄은 금보다 더 비쌌기 때문이다.

## 같이 보기
- 보나파르트주의